# Böjning (hållfasthetslära)
Böjning av en balk, platta eller annan tunn struktur betyder en utböjning med främst deformation i strukturens normalriktning. 
För små deformationer hos slanka balkar av linjärt elastiskt material (Hookes lag gäller) gäller då den en enklaste balkteorin (Euler-Bernoulli), som bygger på två antaganden:
1. Plana tvärsnitt förblir plana.
2. Mot medellinjen vinkelräta tvärsnitt förblir vinkelräta mot medellinjen efter deformation (det vill säga skjuvdeformation försummas).

Motsvarande teori för plattor är Kirchhoffs platteori.
Kopplas rörelsetröghet till deformationen får man en vågekvation och vågutbredning kallad böjvåg, vilken har stor användning inom akustiken.